# Seznam skladatelů vážné hudby, K
Seznam skladatelů vážné hudby podle abecedy:
A – B –
C – Č –
D – E – 
F – G –
H – Ch –
I – J –
K – L –
M – N –
O – P –
Q – R –
Ř – S –
Š – T –
U – V –
W – X –
Y – Z –
Ž

## Ka
- Chan Ka Nin (1949)
- Jindřich Kàan z Albestů (1852–1926)
- Dmitrij Borisovič Kabalevskij (1904–1987)
- Miloslav Kabeláč (1908–1979)
- Pongrác Kacsóh (1873–1923)
- Matthias Kadar (1977)
- Jiří Kadeřábek (1978)
- Jaroslav Kadlec (1914–2004)
- Ondřej Kadlec (1859–1928)
- Pál Kadosa (1903–1983)
- Max Kaempfert (1871–1941)
- Frico Kafenda (1883–1963)
- Johann Philipp Käfer (1672–1730)
- Johann Christoph Kaffka (1754–1815)
- Jindřich Kafka (1844–1917)
- Jan Kaftan (1870–1908)
- Mauricio Kagel (1931–2008)
- Sergius Kagen (1909–1964)
- Percival Benedict Kahn (1880–1966)
- Robert Kahn (1865–1951)
- Sven Lyder Kahrs (1959)
- Jouni Kaipainen (1956)
- Alfred Kaiser (1872–1917)
- Wilhelm Kaiser-Lindemann (1940)
- Robert Kajanus (1856–1933)
- Janos Kajoni (1630–1687)
- Takashi Kako (1947)
- Jan Kaláb (1908–1979)
- Viktor Kalabis (1923–2006)
- Vasilij Pavlovič Kalafati (1869–1942)
- Jiří Kalach (1934–2006)
- Julius Kalaš (1902–1967)
- Eva Kalavská Faltusová (1976)
- Sophus Viggo Harald Kalhange (1840–1905)
- Václav Kálik (1891–1951)
- Vasilij Sergejevič Kalinnikov (1866–1901)
- Viktor Sergejevič Kalinnikov (1870–1927)
- Frédéric Kalkbrenner (1785–1849)
- Christian Kalkbrenner (1755–1806)
- Siegfried Garibaldi Kallenberg (1867–1944)
- Jan Křtitel Václav Kalivoda (1801–1866)
- Wilhelm Kalliwoda (1827–1893)
- Charles Emmerich Kálmán (1929)
- Imre Kálmán (1882–1953)
- Martin Kalmanoff (1920)
- Alfreds Kalniņš (1879–1951)
- Imants Kalniņš (1941)
- Janis Kalniņš (1904–2000)
- Manolis Kalomiris (1883–1962)
- Václav Kalous (1715–1786)
- Romualds Kalsons (1936)
- Dennis Kam (1942)
- Maciej Kamienski (1734–1821)
- Heinrich Kaminski (1886–1946)
- Antonín Kammel (1730–1788)
- Gordon Kampe (1976)
- Barsegh Kanachyan (1885–1967)
- Kikuko Kanai (1911–1986)
- Zdeněk Kaňák (1910–1991)
- Ejnar Kanding (1965)
- Sughi Kang (1934)
- Juho Kangas (1976)
- Raimo Kangro (1949–2001)
- Giya Kancheli (1935–2019)
- Emanuel Kania (1827–1887)
- Ernest Kanitz (1894–1978)
- Jan Nepomuk Kaňka (1772–1863)
- Jukka Kankainen (1932)
- Friedrich August Kanne (1778–1833)
- Tuomas Kantelinen (1969)
- Bronislaw Kaper (1902–1983)
- Eric Jacob Arrhen von Kapfelman (1790–1851)
- Robert Kapilow (1952)
- Alexander Kapp (1820–1876)
- Artur Kapp (1878–1952)
- Eugen Kapp (1908–1996)
- Villem Kapp (1913–1964)
- Jan Kapr (1914–1988)
- Václav Kaprál (1889–1947)
- Vítězslava Kaprálová (1915–1940)
- Johannes Hieronymus Kapsberger (1580–1651)
- Nikolaj Girševič Kapustin (1937)
- József Karai (1927)
- Kara Karajev (1918–1982)
- Alemdar Sabitovič Karamanov (1934)
- Sirvart Karamanuk (1912)
- Ekaterini Karamessini (1967)
- Rudolf Karas (1930–1977)
- Assen Karastajanov (1893–1976)
- Alexander Karcev (1883–1853)
- István Kardos (1891–1975)
- Dezider Kardoš (1914–1991)
- Rudolf Karel (1880–1945)
- Valerij Sergejevič Karetnikov (1940)
- Sigfrid Karg-Elert (1877–1933)
- Louis Karchin (1951)
- Toivo Karki (1915–1992)
- Ingvar Karkoff (1958)
- Erhard Karkoschka (1923–2009)
- František Václav Karlík (1811–1889)
- M. William Karlins (1932–2005)
- Mieczyslaw Karlowicz (1879–1909)
- Kjell Mork Karlsen (1947)
- Rolf Karlsen (1911–1982)
- Juris Karlsons (1948)
- Lars Karlsson (1971)
- Jorgen Karlstrom (1981)
- Panayoti Karoussos (1967)
- Paul Karrer (1829–1896)
- Dominik Karski (1972)
- Theodore Karyotakis (1903–1978)
- Alexander Kasianov (1891–1982)
- Lucrecia Roces Kasilag (1918–2008)
- Kevin Kaska (1972)
- Karl von Kaskel (1866–1943)
- Heino Kaski (1885–1957)
- Tadeisz Kassern (1904–1957)
- Moritz Kässmayer (1831–1884)
- Alexandr Dmitrijevič Kastalskij (1856–1926)
- Leonard Kastle (1929)
- Jean-Georges Kastner (1810–1867)
- Daniil Nikitič Kaškin (1769–1841)
- Václav Kašlík (1917–1989)
- Vladimír Nikitič Kašperov (1826–1894)
- Elena Kats-Chernin (1957)
- Antoni Katski (1817–1899)
- Dick Kattenburg (1919–1944)
- Rudolf Kattnigg (1895–1955)
- Georg Katzer (1935)
- Ferdinand Kauer (1751–1831)
- Fritz Kauffmann (1855–1934)
- Georg Friedrich Kauffmann (1679–1735)
- Fredrick Kaufman (1936)
- Leo Justinus Kaufmann (1901–1944)
- Walter Kaufmann (1907–1984)
- Hugo Kaun (1863–1932)
- Dale Kavanagh (1958)
- Ulysses Kay (1917–1995)
- Isfrid Kayser (1712–1771)
- Leif Kayser (1919–2001)
- Philip Christoph Kayser (1755–1823)
- Tibor Kazacsay (1892–1977)
- Grigorij Kazačenko (1858–1938)
- Nikolaj Ivanovič Kazanli (1869–1916)
- Stanislav Kazuro (1881–1961)
- Viktor Kazynski (1812–1867)

## Ke–Kh
- William Henry Kearns (1794–1846)
- John Keeble (1711–1786)
- Gunild Keetman (1904–1990)
- Alfredo Keil (1850–1907)
- Reinhard Keiser (1674–1739)
- Robert Keldorfer (1901–1980)
- Milko Kelemen (1924)
- Béla Kéler (1820–1882)
- Walter Keller (1873–1940)
- Wilhelm Keller (1920–2008)
- Edgar Stillman Kelley (1857–1944)
- David Kellner (1670–1748)
- Johann Christoph Kellner (1736–1803)
- Johann Peter Kellner (1705–1772)
- Winy Kellner (1974)
- Daniel Kellogg (1976)
- Bryan George Kelly (1934)
- Michael Kelly (1765–1826)
- Robert Kelly (1916–2007)
- Rudolf Kelterborn (1931)
- Joseph Kemp (1778–1824)
- Wilhelm Kempff (1895–1991)
- Nicolaus A Kempis (1600–1676)
- Rudolf Kende (1910–1958)
- Fjodor Fjodorovič Keneman (1873–1937)
- Jenö Kenessey (1905–1976)
- Kent Kennan (1913–2003)
- Janis Kepitis (1908–1990)
- Abraham van den Kerckhoven (1618–1701)
- Gustave Adolph Kerker (1857–1923)
- Jacobus Kerla (1531–1591)
- Johann Caspar Kerll (1627–1693)
- Aaron Jay Kernis (1960)
- Hugo Franz Karl Alexander von Kerpen (1749–1802)
- Harrison Kerr (1897–1978)
- Willem Kersters (1929)
- Augustinus Kertzinger (?–1678)
- Joseph Kerzkowsky (1791–1850)
- Thomas Kessler (1937)
- Daniel Kessner (1946)
- Eero Kesti (1959)
- Hermann Kestner (1810–1890)
- Albert William Ketelbey (1875–1959)
- Aloys Kettenus (1823–1870)
- Otto Ketting (1935)
- Tristan Keuris (1946–1996)
- Edward Keurvels (1853–1916)
- Houtaf Khoury (1967)

## Ki
- Friedrich Kiel (1821–1885)
- Olav Kielland (1901–1985)
- Johann Christoph Kienleen (1783–1829)
- Wilhelm Kienzl (1857–1941)
- Peter Kiesewetter (1945)
- Tomasz Kiesewetter (1911–1992)
- Carson Kievman (1949)
- Jarkko Kiiski (1966)
- Valerij Grigorjevič Kikta (1941)
- Wojciech Kilar (1932)
- Edward Kilenyi (1894–1968)
- Marc Kilchenmann (1970)
- Wilhelm Killmayer (1927)
- Jack Kilpatrick (1915–1967)
- Yrjo Kilpinen (1892–1959)
- Earl Kim (1920–1998)
- Hi Kyung Kim (1954)
- Robert Kimmerling (1737–1799)
- Johann Erasmus Kindermann (1616–1655)
- Matthew Peter King (1773–1799)
- Johanna Kinkel (1810–1858)
- William Kinloch (?–?)
- John Kinsella (1932)
- Cor Kint (1890–1944)
- George Kirbye (1570–1634)
- Gottfried Kirchhoff (1685–1746)
- Leon Kirchner (1919–2009)
- Theodor Kirchner (1823–1903)
- Johann Philipp Kirnberger (1721–1783)
- David Kirtley (1954)
- Melinda Kistetenyi (1926–1999)
- Jan Bedřich Kittel (1806–1868)
- Johann Christian Kittel (1732–1809)
- Krasimir Kiurkčijskij (1936)
- Yasuji Kiyose (1900–1981)

## Kj–Kl
- Arnljot Kjeldaas (1916–1997)
- Halfdan Kjerulf (1815–1868)
- César Antonovič Kjui (1835–1918)
- Uuno Klami (1900–1961)
- Kennet Blanchard Klaus (1923–1980)
- Otto Klauwell (1851–1917)
- Wijnand van Klaveren (1975)
- Dmitri Klebanov (1907–1989)
- Giselher Klebe (1925)
- Leonhard Kleber (1495–1556)
- Johann Christoph Kleen (2. pol. 18. století)
- Arnošt Kleffel (1840–1913)
- Miroslav Klega (1926–1993)
- Stale Kleiberg (1958)
- Bernhard Klein (1793–1832)
- Bruno Oscar Klein (1858–1911)
- Fritz Heinrich Klein (1892–1977)
- Gideon Klein (1919–1945)
- Josef Klein (1802–1862)
- Juliane Klein (1966)
- Lothar Klein (1832–2004)
- Franz Xaver Kleinheinz (1765–1832)
- Richard Kleinmichel (1846–1901)
- George Kleinsinger (1914–1982)
- Adam Klemens (1967)
- Heikki Klemetti (1876–1953)
- Otto Klemperer (1885–1973)
- Paul von Klenau (1883–1946)
- Paul Kletzki (1900–1973)
- Arvid Kleven (1899–1929)
- Josef Klička (1855–1937)
- Karl Emanuel Klitsch (1812–1889)
- Jacobus Kloppers (1937)
- Friedrich Gottlieb Klopstock (1724–1803)
- Friedrich Klose (1862–1942)
- Hyacinthe Klose (1808–1880)
- August Friedrich Martin Klughardt (1847–1902)
- Jan Klusák (1934)
- Ernst Gernod Klussmann (1901–1975)

## Km–Kn
- Vít Kment (1894–1954)
- František Kmoch (1848–1912)
- Armin Knab (1881–1951)
- Alexandr Fjodorovuč Knaifel (1943)
- Justin Heinrich Knecht (1752–1817)
- Andreas Kneller (1649–1724)
- Julius Kniese (1848–1905)
- Edward Knight (1961)
- Lev Konstantinovič Knipper (1898–1974)
- František Max Kníže (1784–1840)
- Iwan Knorr (1853–1916)
- Brian Knowles (1946)
- Charles Knox (1929)
- Sebastian Knupfer (1633–1676)
- Oliver Knussen (1952)

## Ko
- Johann Augustin Kobelius (1674–1731)
- Korla Awgusr Kocor (1822–1904)
- Tibor Kocsak (1954)
- Korla Awgust Kocor (1822–1967)
- Miklós Kocsar (1933)
- Raoul Koczalski (1884–1948)
- František Kočvara (1750–1791)
- Nevit Kodalli (1924–2009)
- Zoltán Kodály (1882–1967)
- Frits Ehrhardt Adriaan Koeberg (1876–1961)
- Graeme Koehne (1956)
- Charles Koechlin (1867–1950)
- Alfred Koerppen (1926)
- Hans von Koessler (1853–1926)
- Jan Koetsier (1911–2006)
- Jozef Koffler (1896–1944)
- Petr Kofroň (1955)
- Lev Kogan (1927)
- Marij Kogoj (1895–1956)
- Karl Kohaut (1726–1784)
- Wenzeslaus Leopold Kohl (1753–?)
- Oliver Kohlenberg (1957)
- Ernesto Köhler (1849–1907)
- Sigfried Köhler (1927–1984)
- Karl Kohn (1926)
- Ctirad Kohoutek (1929)
- Elis Bonoff Kohs (1916–2000)
- Erland von Koch (1910)
- Friedrich Koch (1862–1927)
- Jesper Koch (1967)
- Sigurd von Koch (1879–1919)
- Sven-Ingo Koch (1974)
- Günter Kochan (1930–2009)
- Paul Kochanski (1887–1934)
- Conrad Kocher (1786–1872)
- Rezso Kokai (1906–1962)
- Joonas Kokkonen (1921–1996)
- Kare Kolberg (1936)
- Oskar Kolberg (1814–1890)
- Zikmund Kolešovský (1817–1868)
- Jiří Kolert (1943)
- Walter Kollo (1878–1940)
- Peter Kolman (1937)
- Eduard Saveljevič Kolmanovskij (1923–1994)
- István Koloss (1932)
- Taťána Komarova (1968)
- Vardapet Komitas (1869–1935)
- Janos Komives (1932–2005)
- Karl Michael Komma (1913)
- Rudolf Komorous (1931)
- Juhani Komulainen (1953)
- Karel Komzák ml. (1850–1905)
- Karel Komzák st. (1823–1893)
- Adam Kondor (1964)
- Leslie Kondorossy (1915–1989)
- Heinrich Konietzny (1910–1983)
- Marianus Konigsperger (1708–1769)
- Servaas de Konink (?–1718)
- Petar Konjovič (1882–1972)
- David Konning (1820–1876)
- Hidemaro Konoye (1898–1973)
- Paul Kont (1920–2000)
- Karel Konvalinka (1885–1970)
- Miloš Konvalinka (1919–2000)
- Dick Koomans (1957)
- Pavel Kopecký (1949)
- Marek Kopelent (1932–2023)
- Eckhard Kopetzki (1956)
- Klaus Martin Kopitz (1955)
- Herman David Koppel (1908–1998)
- Thomas Koppel (1944–2006)
- Peter Paul Koprowski (1947)
- Jan Joachim Kopřiva (1754–1792)
- Karel Blažej Kopřiva (1756–1785)
- Václav Jan Kopřiva (1708–1789)
- Aleksandr Aleksandrovič Kopylov (1854–1911)
- Mark Kopytman (1929)
- Bohuslav Korejs (1925)
- Arsenij Nikolajevič Koreščenko (1870–1921)
- Genadij Osipovič Korganov (1858–1890)
- Klimentij Arkadjevič Korchmaryov (1899–1958)
- Sven August Körling (1842–1919)
- Clara Anna Korn (1866–1940)
- Peter Jona Korn (1922–1998)
- Nikolaj Sergejevič Korndorf (1947–2001)
- Igor Korneitchouk (1956)
- Erich Wolfgang Korngold (1897–1957)
- Jerzy Kornowicz (1959)
- František Korte (1895–1962)
- Oldřich Korte (1926)
- Olli Kortekangas (1955)
- Tonu Korvits (1969)
- Miloslav Kořínek (1925–1998)
- György Kósa (1897–1984)
- Viktor Stěpanovič Kosenko (1896–1938)
- Thomas Koschat (1845–1914)
- Irena Kosíková
- Jiří Kosina (1926–2000)
- Olli Koskelin (1955)
- Juha T. Koskinen (1972)
- Joseph Kosma (1905–1969)
- Otto Carl Erdman von Kospoth (1753–1817)
- Theodor Kössl (1886–1969)
- Pekka Kostiainen (1944)
- Dušan Kostič (1925)
- Cyrill Kostler (1848–1907)
- David Kosviner (1957)
- Nikita Koškin (1956)
- Arnošt Košťál (1889–1957)
- Michal Košut (1954)
- Petr Kotík (1942)
- Otto Kotilainen (1868–1936)
- David Kotlowy (1959)
- František Bedřích Kott (1808–1884)
- Hans Kotter (1485–1541)
- Arghyris Kounadis (1924)
- Penka Kouneva (1967)
- Boris Koutzen (1901–1966)
- Béla Kovács (1937)
- Andor Kovách (1915–2005)
- Matian Viktorovič Koval (1907–1971)
- Pavel Kovalev (1890–1951)
- Maxime Kovalevsky (1903–1988)
- Karel Kovařovic (1862–1920)
- Barna Kovats (1920)
- Henri Kowalski (1841–1916)
- Július Kowalski (1912–2003)
- Hans Kox (1930)
- Hideki Kozakura (1970)
- Marjan Kozina (1907–1966)
- Alexej Kozlovskij (1905–1977)
- Jan Antonín Koželuh (1738–1814)
- Leopold Koželuh (1747–1818)
- Lubomír Koželuha (1918–2008)
- Jitka Koželuhová (1966)

## Kr–Kř
- Antonín Kraft (1749–1820)
- Leo Kraft (1922)
- Mikuláš Kraft (1778–1853)
- Walter Kraft (1905–1977)
- William Kraft (1923)
- Zdeněk Král (1971)
- Adolf Kramenič (1889–1953)
- Hans Krása (1899–1944)
- Roman Krasnovsky (1955)
- Jiří Kratochvíl (1924)
- Joseph Martin Kraus (1756–1792)
- Christian Gottfried Krause (1719–1770)
- Zygmunt Krauze (1938)
- Jaroslav Krček (1939)
- Carl August Krebs (1804–1880)
- Johann Ludwig Krebs (1713–1780)
- Cyrillus Kreek (1889–1962)
- Alexander Krein (1883–1951)
- Fritz Kreisler (1875–1962)
- Iša Krejčí (1904–1968)
- Miroslav Krejčí (1891–1964)
- Alexander Abramovič Krejn (1883–1951)
- Grigorij Krejn (1879–1957)
- Julian Krejn (1913–1996)
- Jakob Kremberg (1650–1715)
- Georg Krempelsetzer (1827–1871)
- Eduard Kremser (1838–1914)
- Georg Philipp Kress (1719–1779)
- Theobald Kretschmann (1850–1919)
- Edmund Kretschmer (1830–1908)
- Peter Paul Kreuder (1905–1981)
- Arthur Kreutz (1906–1991)
- Conradin Kreutzer (1780–1849)
- Joseph Kreutzer (1790–1840)
- Rodolphe Kreutzer (1766–1831)
- Edino Krieger (1928)
- Johann Krieger (1652–1735)
- Johann Philipp Krieger (1649–1725)
- Vladimír Nikolajevič Krjukov (1902–1960)
- Jósef Wladyslaw Krogulski (1815–1942)
- Felix Krohn (1898–1963)
- Ilmari Krohn (1867–1960)
- Bernhard Krol (1920)
- Fredric Kroll (1945)
- William Kroll (1901–1980)
- Jaroslav Krombholc (1918–1983)
- František Vincenc Krommer (1759–1831)
- Josef Kromolicki (1882–1961)
- Johann Kropfgans (1708–1771)
- Rudolf Kroupa (1914)
- Ian Krouse (1956)
- Hans Ernst Kroyer (1798–1879)
- Petar Krstič (1877–1957)
- Nicholas von Krufft (1779–1818)
- Friedrich Krug (1812–1892)
- M. H. van't Kruis (1861–1919)
- Jan Krumlovský (1719–1763)
- Jan Křtitel Krumpholtz (1747–1790)
- Ton de Kruyf (1937)
- Johan Adam Krygell (1835–1915)
- Pavel Krylov (1885–1935)
- Ernst Křenek (1900–1991)
- Jaroslav Křička (1882–1969)
- Gustav Křivinka (1928–1990)
- Milan Křížek (1926)
- Pavel Křížkovský (1820–1885)

## Ku
- Norbert Kubát (1863–1935)
- Jan Kubelík (1880–1940)
- Jeroným Kubelík (1914–1996)
- Miroslav Kubíček (1919–1955)
- Miroslav Kubička (1951)
- Gail Kubik (1914–1984)
- Rudolf Kubín (1909–1973)
- Mayako Kubo (1947)
- Friedrich Wilhelm Kücken (1810–1882)
- Václav Kučera (1929)
- Heinrich Kugelmann (?–1578)
- Melchior Kugelmann (?–1548)
- Paul Kugelmann (?–1580)
- Friedrich Kuhlau (1786–1832)
- Josef Kuhn (1911–1984)
- Johann Kuhnau (1660–1722)
- August Kuhnel (1645–1700)
- Basil Kühner (1840–1911)
- Claus Kuhnl (1957)
- Henry Kucharzyk (1953)
- Jan Křtitel Kuchař (1751–1829)
- Johann Küchler (1738–1790)
- Vojtěch Kuchynka (1871–1942)
- Ondřej Kukal (1964)
- Felicitas Kukuck (1914–2001)
- Gustav Kulenkampff (1849–1921)
- Gary Kulesha (1954)
- Valerij Kulešov (1962)
- Franz Kullak (1844–1913)
- Theodor Kullak (1818–1882)
- Jonathan Kulp (1970)
- Caspar Kummer (1795–1870)
- Friedrich August Kummer (1797–1879)
- Rainer Kunad (1936)
- Aymé Kunc (1877–1958)
- Jan Kunc (1883–1976)
- Eduard Künneke (1885–1953)
- Karl Kuntze (1817–1883)
- Alfred Kunz (1929)
- Ernst Kunz (1891–1980)
- Tomáš Antonín Kunz (1756–1830)
- Friedrich Ludwig Aemilius Kunzen (1761–1817)
- Johann Paul Kunzen (1696–1757)
- Meyer Kupferman (1926–2003)
- Karel Kupka (1927–1985)
- Leo Kupper (1935)
- Robert Kurka (1921–1957)
- Karol Kurpinski (1785–1857)
- György Kurtág (1926)
- Ivan Kurz (1947)
- Paul Kurzbach (1902–1997)
- Paul Ignaz Kürzinger (1750–1820)
- Sergej Alexandrovič Kusevickij (1874–1951)
- Ján Zikmund Küsser (1660–1727)
- Arthur Kusterer (1898–1967)
- Bronius Kutavicius (1932)
- Sándor Kuti (1908–1945)
- Ferenc Kutor (1888–1970)
- Toivo Kuula (1883–1918)
- Mati Kuulberg (1947–2001)
- Ilkka Kuusisto (1933)
- Jaakko Kuusisto (1974)
- Taneli Kuusisto (1905–1988)
- Jan Tomáš Kuzník (1716–1786)

## Kv–Ky
- Oddvar S. Kvam (1927)
- Johan Kvandal (1919–1999)
- Jaroslav Kvapil (skladatel) (1892–1958)
- Gisle Kverndokk (1967)
- Trond Kverno (1945)
- Otomar Kvěch (1950)
- Hanspeter Kyburz (1960)
- Timo-Juhani Kyllönen (1955)
- Jan Kypta (1813–1868)
- Robert Kyr (1952)
- Yannis Kyriakides (1969)